# Stenstan

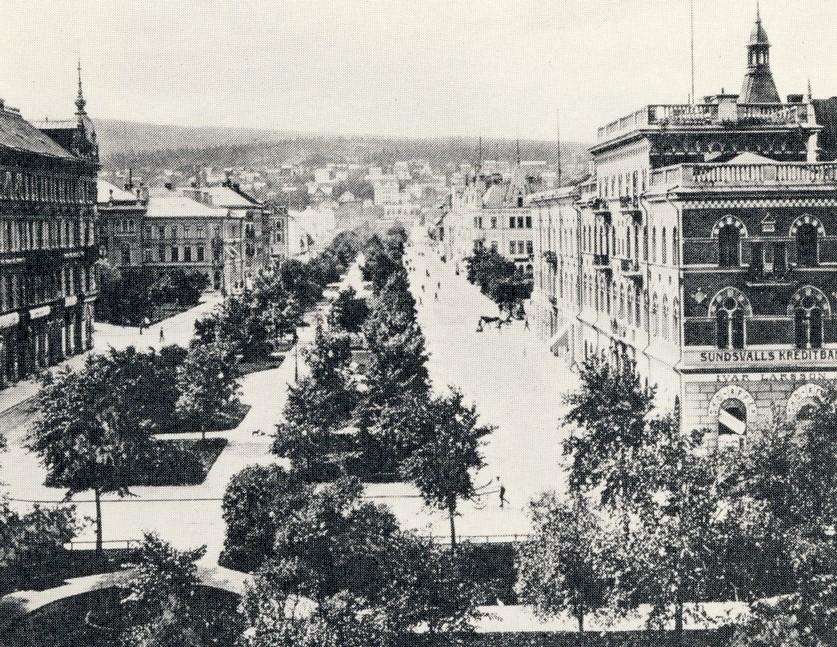
Sundsvalls centrala delar efter branden 1888

Stenstan (ursprungligen Stenstaden) är en benämning på  Sundsvalls centrala delar.
Måndagen den 25 juni 1888, dagen efter midsommarhelgen, brann stora delar av Sundsvall ner (Sundsvallsbranden) och efter den stora branden fördes långa diskussioner om hur stadsnätet skulle byggas upp igen. De styrande enades så småningom att i stället för att strukturera om stadsplanen i ett nät av breda (brand-)gator i stort sett behålla tidigare upprättad stadsplan, men med det förbehållet att samtliga byggnader skulle uppföras i sten och att man mitt genom staden upprättade en bred esplanad, tillika brandgata.  Sundsvallsbranden var den största branden i Sveriges historia och den kostade försäkringsbolagen stora belopp.
Beslutet togs att endast stenhus fick byggas i stadens centrum, därför kallas Sundsvalls stadskärna för Stenstaden. Det då nybyggda Allmänna Läroverket, idag Hedbergska Skolan, klarade sig undan branden och fick tjänstgöra som säte för stadens förvaltning till dess att Stadshuset, som skadades svårt vid branden, var återuppbyggt. Stenstaden byggdes inom ett område avgränsat av järnvägen, Skolhusallén, Selångersån och Strandgatan.
Att bygga stadens byggnader i sten gjorde att många som hade förlorat sina hem i branden inte hade råd att bygga upp husen igen. Om de byggde i trä blev de bestraffade med dryga böter. Detta gjorde, trots nödhjälp från hela Europa, att endast stadens träpatroner hade råd att investera i stenbyggnaderna.
En av de som anlitades var affärsmannen Isaak Hirsch från Stockholm. Hirsch köpte själv aldrig någon fastighet i Sundsvall men han lät uppföra en av de ståtligaste byggnaderna, Hirschska huset, som står längs Stora torgets västra sida. Högst upp i ett av tornen på taket placerades en eldsprutande drake i mässing som symboliskt brandskydd, vilken 100 år senare blev Sundsvalls kommunsymbol. Hirsch var väldigt stolt över den vackra byggnaden, och den fick senare vara modell för de hus som uppfördes på Strandvägen i Stockholm.
Längs den södra flygeln av Stora torget fanns redan Stadshuset, som var byggt av sten och vars grundstruktur överlevt den stora branden. Längs med torgets norra sida byggdes Granska och Holmströmska huset samt i hörnet mot öster det Rahmska huset och efter den östra sidan anlades den 44 meter breda Esplanaden.
Inne i Stenstan byggdes tre parker, Hedbergska parken, Vängåvan och Stadshusparken.